# Porcellio silvestri
Porcellio silvestri är en kräftdjursart som beskrevs av Arcangeli1924. Porcellio silvestri ingår i släktet Porcellio och familjen Porcellionidae. Inga underarter finns listade i Catalogue of Life.